# Salifou Fatimata Bazeye
Salifou Fatimata Bazèye, còn được gọi là Fatoumata Bazèye và Fatoumata Bazaî, là một luật sư, cựu thẩm phán người Nigeria, người đứng đầu Tòa án Tối cao của Nigeria và từ 2007 đến 2009, làm Chủ tịch Tòa án Hiến pháp của Nigeria. Phán quyết của tòa án bà chủ trì về các sửa đổi hiến pháp do Tổng thống Nigeria Mamadou Tandja lên kế hoạch, đã dẫn đến việc tước chức bà trái hiến pháp và làm gia tăng cuộc khủng hoảng hiến pháp Nigeria 2009-2010. Sau cuộc đảo chính Nigeria năm 2010, bà được bầu làm người đứng đầu Tòa án Hiến pháp chuyển tiếp của Nigeria.

## Lý lịch
Sinh năm 1951 tại Dosso, Bazaye được đào tạo về luật tại Pháp tại École Nationale de la Magistrature de Paris. Bazeye đã kết hôn với một quan chức chính phủ và là mẹ của nhiều đứa trẻ. Bà trở lại Nigeria với tư cách là Thẩm phán và trở nên nổi tiếng về chính trị vào năm 2005 khi, với tư cách là thành viên của Tòa án Tối cao, bà từ chối một động thái của chính phủ yêu cầu thuyên chuyển các thẩm phán đang đình công. Mặc dù vậy, bà vẫn được đề cử cho một trong những ghế trong tòa án hiến pháp dành riêng cho luật gia vào năm 2007, và được chính phủ chấp nhận. Sau đó, bà được bầu làm chủ tịch của tòa án bởi các thành viên.

## Khủng hoảng hiến pháp năm 2009
Năm 2009, bà đã lãnh đạo tòa án trong hai quyết định nhất trí phản đối việc Tổng thống Nigeria Mamadou Tandja chuyển sang tổ chức trưng cầu dân ý để từ bỏ Hiến pháp của Nigeria và giữ nguyên chức vụ trong khi hiến pháp mới được soạn thảo. Quyết định đầu tiên (không ràng buộc), được đưa ra vào ngày 26 tháng 5 năm 2009, đã kích hoạt việc Tổng thống bãi nhiệm Quốc hội  trong khi quyết định ràng buộc tiếp theo được đưa ra vào ngày 12 tháng 6. Tổng thống Tandja sau đó đã thực hiện kế hoạch của mình cho một hiến pháp mới và bãi bỏ Tòa án Hiến pháp. Vào tháng 2 năm 2010, ông đã bị lật đổ bởi cuộc đảo chính quân sự, với quyền lực được trao lại cho một chính phủ dân sự vào năm 2011.

## Cộng hòa thứ bảy
Sau cuộc đảo chính Nigeria năm 2010 và sự sụp đổ của Mamadou Tandja, bà Bazèye đã được Hội đồng tối cao chuyển tiếp phục hồi dân chủ (CSRD) giới thiệu vào vị trí lãnh đạo Hội đồng lập hiến 11 thành viên, Tòa án tư vấn cấp cao trong quá trình chuyển đổi sang Cộng hòa thứ bảy Nigeria.
Vào tháng 12 năm 2011, các nhà xuất bản tờ báo Nigeria của tờ Daily Trust đã trao cho bà Bazèye giải thưởng " Người châu Phi của năm " lần thứ 4 cho "lịch sử của một quan chức tư pháp không thể hủ bại".